# Viceministerio de Gestión Ambiental del Perú
El Viceministerio de Gestión Ambiental del Perú es el Despacho Viceministerial dependiente del Ministerio del Ambiente, el cual ejerce competencia en Gestión ambiental y prevención de la degradación del ambiente

## Funciones
- Diseñar y coordinar políticas, planes y estrategias, en el ámbito de su competencia, en el marco de la Política Nacional del Ambiente, en coordinación con los sectores competentes.
- Expedir Resoluciones Viceministeriales, así como coordinar la elaboración y el cumplimiento de la normatividad ambiental, en el ámbito de su competencia.
- Proponer el Plan de Estándares de Calidad Ambiental (ECA) y Límites Máximos Permisibles (LMP) respectivos, que deben contar con la opinión del sector correspondiente y ser aprobados por Decreto Supremo, en el ámbito de su competencia.
- Proponer lineamientos, metodologías, procesos y planes, entre otros instrumentos, que permitan la aplicación de los Estándares de Calidad Ambiental (ECA) y Límites Máximos Permisibles (LMP), en coordinación con los sectores competentes.
- Promover tecnologías ambientales innovadoras y desarrollar capacidades, así como fomentar las ciencias ambientales, la educación, la cultura y la ciudadanía ambiental, en coordinación con los sectores competentes.
- Aprobar y supervisar la aplicación de los instrumentos de prevención, de control y de rehabilitación ambiental relacionados con los residuos sólidos y peligrosos, el control y reúso de los efluentes líquidos, la calidad del aire y las sustancias tóxicas y peligrosas y el saneamiento ambiental, con el objetivo de garantizar una óptima calidad ambiental, en coordinación con las entidades competentes.
- Dirigir el Sistema Nacional de Evaluación de Impacto Ambiental-SEIA y el Sistema Nacional de Información Ambiental – SINIA.
- Coordinar y difundir el Informe Nacional sobre el Estado del Ambiente.
- Verificar el cumplimiento de las disposiciones de los tratados, convenios y otros instrumentos internacionales sobre materia ambiental, en el ámbito de su competencia, y en coordinación con los sectores competentes; así como, actuar como punto focal cuando corresponda, en coordinación con los sectores competentes
- Coordinar con los Gobiernos Regionales y Locales y las entidades correspondientes facilitando el fortalecimiento de capacidades y el manejo de los asuntos socio ambientales, en el ámbito de su competencia.
- Las demás que señala la ley o le delegue el/la Ministro/a y aquellas que le corresponda por normativa expresa.

## Organización
- Dirección General de Políticas, Normas e Instrumentos de Gestión Ambiental
- Dirección General de Calidad Ambiental
- Dirección General de Educación, Cultura y Ciudadanía Ambiental
- Dirección General de Investigación e Información Ambiental

## Lista de viceministros
- Ana María Gonzáles del Valle Begazo (2008-2011)[1]
- José De Echave Cáceres (2011)
- Jorge Mariano Guillermo Castro Sánchez-Moreno (2011-2016)
- Marcos Alegre Chang (2016-2019)
- Albina Ruiz Ríos (2019)[2]
- Lies Araceli Linares Santos (2019-2020)[3]
- Mariano Castro Sánchez-Moreno (2020-)[4]